# Алієва Діляра Алекпер-кизи
Діляра (Ділара) Алекпер-кизи (Алекперівна) Алієва (азерб. Dilarə Ələkbər qızı Əliyeva; 1929, Тбілісі — 1991, Ґахський район) — азербайджанська та радянська літературознавиця, перекладачка, нізамізнавиця і картвелолог, доктор філологічних наук, член Спілки письменників Азербайджану (з 1960 року), Заслужений діяч мистецтв Грузинської РСР, депутат Верховної Ради Азербайджанської РСР.

## Біографія
Діляра Алієва народилася 14 грудня 1929 року в місті Тбілісі в родині коваля. Закінчила середню школу № 97 Тбілісі. Після чого вступила на сходознавчий факультет Азербайджанського державного університету.
Після вступу в аспірантуру Інституту мови і літератури імені Нізамі Академії наук Азербайджанської РСР відряджена в Інститут літератури імені Шота Руставелі Академії наук Грузинської РСР. Тут вона працювала над кандидатською дисертацією на тему «Відображення азербайджано-грузинських літературних зв'язків у літературі XIX століття», яку захистила в 1954 році.
Пізніше Алієва працювала на посадах молодшого наукового співробітника в Інституті мови і літератури імені Нізамі Академії наук Азербайджанської РСР, старшим науковим співробітником в Музеї літератури імені Нізамі, директором відділу літератури стародавнього світу та середніх віків музею, а потім на посадах старшого наукового співробітника відділу літературних зв'язків Інституту літератури імені Нізамі, старшого наукового співробітника відділу нізамізнавства, провідним науковим співробітником відділу літературних зв'язків інституту, будучи в той же час директором відділу. У 1984 році захистила докторську дисертацію за темою «Нізамі і грузинська література».
У 1988 році з початком Карабахського конфлікту Діляра Алієва стає активним членом Народного руху Азербайджану. Пізніше обрана членом Ради правління Народного фронту Азербайджану. Крім цього Діляра Алієва була однією із засновників і керівників Товариства захисту прав жінок. Була депутатом від блоку демократів Верховної Ради Азербайджанської РСР.
19 квітня 1991 році машина, в якій їхали Діляра Алієва і тюрколог і мовознавець Айдин Мамедов потрапила в аварію на території Ґахського району. Обидва вчені загинули в аварії. Похована Алієва на II Алеї почесного поховання в Баку.
Ім'я Діляри Алієвої носить організація, що займається захистом прав жінок та одна з вулиць міста Баку. На стіні будинку, в якому жила Алієва, встановлена меморіальна дошка.

## Наукові роботи
- М. Ф. Ахундов и его связи с грузинской литературой. — «Труды объедин. научной сессии АН СССР и академий наук закавк. республик по обществ, наукам». Стенограф, отчет. Баку, Ак. наук Азербайдж. ССР, 1957, с. 687—690.
- Из истории азербайджанско-грузинских литературных связей. Баку, Академия наук Азербайджанской ССР, 1958. 177 с.
- Азербайджанские писатели-классики о Грузии и Тбилиси. — «Заря Востока», 1958, № 244, 19 окт.
- Славя братство народов. [Из истории азерб.- груз. лит. связей] . — Лит. Грузия, 1974, № 5, с. 82—86.
- Низами и грузинская литература. — Б., Элм, 1988. 212 с.

## Переклади на азербайджанську
- Qardaşlar (рассказы). Б.: Азернешр, 1972, 122 с.
- Bir gecənin sevinci (рассказы). Б.: Гянджлик, 1977, 82 с.
- Arçil Sulakauri. Aşağı-yuxarı (повести и рассказы). Б.: 1978, 185 с.
- Şota Rustaveli. Pələng dərisi geymiş pəhləvan. Б.: Элм, 1978, 201 с.
- Mixail Cavaxişvili. Torpaq çəkir. Б.: Язычы, 1980, 248 с.
- İlya Çavçavadze. Dilənçinin hekayəti. Б.: Язычы, 1987, 151 с.
- Kür Xəzərə qovuşur (избранное из грузинской литературы). Б.: Язычы, 1988, 383 с.